# Kompania graniczna KOP „Korolówka”

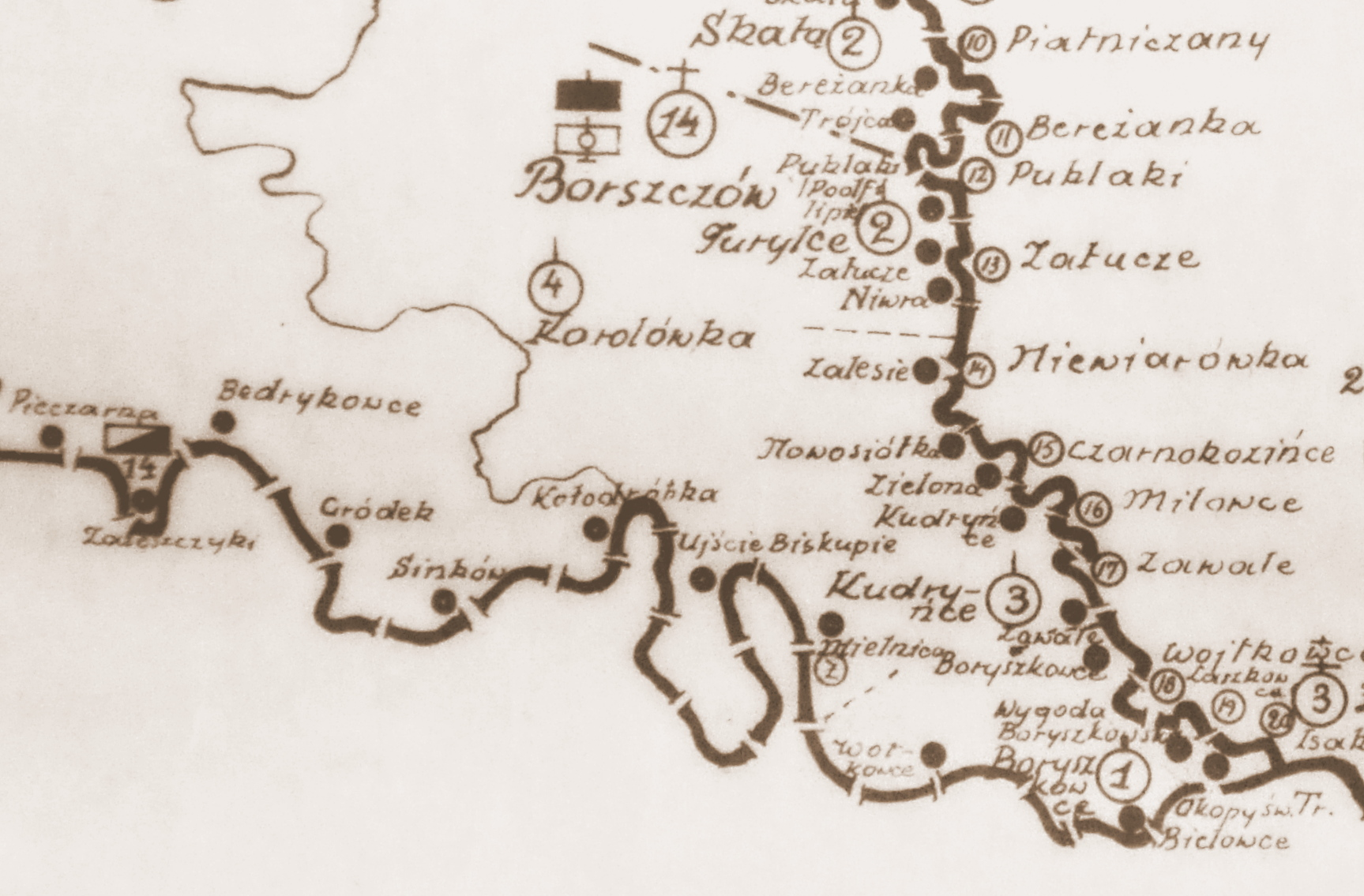
Rozmieszczenie batalionu KOP „Borszczów” w 1931

Kompania graniczna KOP „Korolówka” – pododdział graniczny Korpusu Ochrony Pogranicza pełniący służbę ochronną na granicy polsko-rumuńskiej.

## Formowanie i zmiany organizacyjne
Sformowana w 1925, w strukturze 14 batalionu ochrony pogranicza jako 4 kompania graniczna „Korolówka” .
W listopadzie 1936 kompania liczyła 2 oficerów, 13 podoficerów, 8 nadterminowych i 165 żołnierzy służby zasadniczej.
W wyniku realizacji drugiej fazy reorganizacji KOP, w czerwcu 1937 w batalionie KOP „Borszczów” została zlikwidowana 1 kompania graniczna „Boryszkowca” i 4 kompania graniczna „Korolówka”, a utworzona 1 kompania graniczna „Mielnica”. Kompania Mielnica przejęła odcinek dotychczasowej 1 kompanii „Boryszkowice” i resztę odcinka zlikwidowanej kompanii „Korolówka”. Dla 1 kompanii „Mielnica” wynajęto pomieszczenia koszarowe. W jej skład weszły strażnice: „Ujscie Biskupie”, „Mielnica”, „Wojkowce”, „Bielowce”, „Okopy Św Trójcy” i „Boryszkowce”. Kompania objęła odcinek począwszy od punktu styku z odcinkiem SG - słup graniczny 57/3.

## Służba graniczna
Podstawową jednostką taktyczną Korpusu Ochrony Pogranicza przeznaczoną do pełnienia służby ochronnej był batalion graniczny. Odcinek batalionu dzielił się na pododcinki kompanii, a te z kolei na pododcinki strażnic, które były „zasadniczymi jednostkami pełniącymi służbę ochronną”, w sile półplutonu. Służba ochronna pełniona była systemem zmiennym, polegającym na stałym patrolowaniu strefy nadgranicznej i tyłowej, wystawianiu posterunków alarmowych, obserwacyjnych i kontrolnych stałych, patrolowaniu i organizowaniu zasadzek w miejscach rozpoznanych jako niebezpieczne, kontrolowaniu dokumentów i zatrzymywaniu osób podejrzanych, a także utrzymywaniu ścisłej łączności między oddziałami i władzami administracyjnymi. Miejscowość, w którym stacjonowała kompania graniczna, posiadała status garnizonu Korpusu Ochrony Pogranicza.
Kompanie sąsiednie:
- 1 kompania graniczna KOP „Boryszkowce” ⇔ Straż Graniczna – 1928[8], 1929[9], 1931[10] , 1932[11], 1934[12]

## Struktura organizacyjna
Strażnice kompanii w latach 1928 – 1929
- strażnica KOP „Mielnica”
- strażnica KOP „Horoszowa”[c]
- strażnica KOP „Uście Biskupie”
- strażnica KOP „Kołodróbka”
- strażnica KOP „Sinków”
- strażnica KOP „Gródek”
- strażnica KOP „Bedrykowce”[d]
- strażnica KOP „Zaleszczyki”
- strażnica KOP „Pieczarna”

Strażnice kompanii w latach 1931 – 1934 
- strażnica KOP „Mielnica”[e]
- strażnica KOP „Uście Biskupie”[f]
- strażnica KOP „Kołodróbka”[g]
- strażnica KOP „Sinków”[h]
- strażnica KOP „Gródek”[i]
- strażnica KOP „Bedrykowce”[j]
- strażnica KOP „Zaleszczyki”[k]
- strażnica KOP „Pieczarna”[l]

## Dowódcy kompanii
- wz. por. Marian Sobieszek ( – 6 VI 1931)[1]
- kpt. Stefan Niemiro (6 VI 1931 – był 30 IV 1931)[1]
- kpt. Henryk Adam Janowski (21 III 1933[1]  – )